# Colonialismo spagnolo
Il colonialismo spagnolo è caratterizzato agli inizi dalla conquista di vasti territori realizzata dai conquistadores giunti sul continente americano nel XVI secolo. Al servizio della corona spagnola abbatterono gli imperi degli aztechi, dei maya e degli incas e come adelantados, governatori, amministrarono le terre conquistate. Successivamente si diresse verso l'Africa Occidentale.

## I meccanismi della conquista
(Pablo Neruda)
In questi versi di Pablo Neruda vengono sintetizzati quelli che sono stati ritenuti i meccanismi fondamentali della conquista coloniale in genere e di quella spagnola in particolare.

### Le armi
(Bernal Diaz del Castillo, cronista della spedizione di Hernán Cortés del 1519, Historia verdadera de la conquista de la Nueva España, pubblicato postumo a Madrid nel 1632)

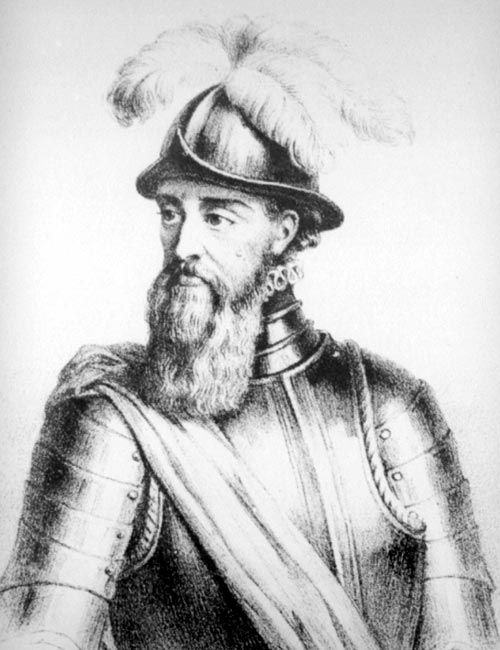
Francisco Pizarro

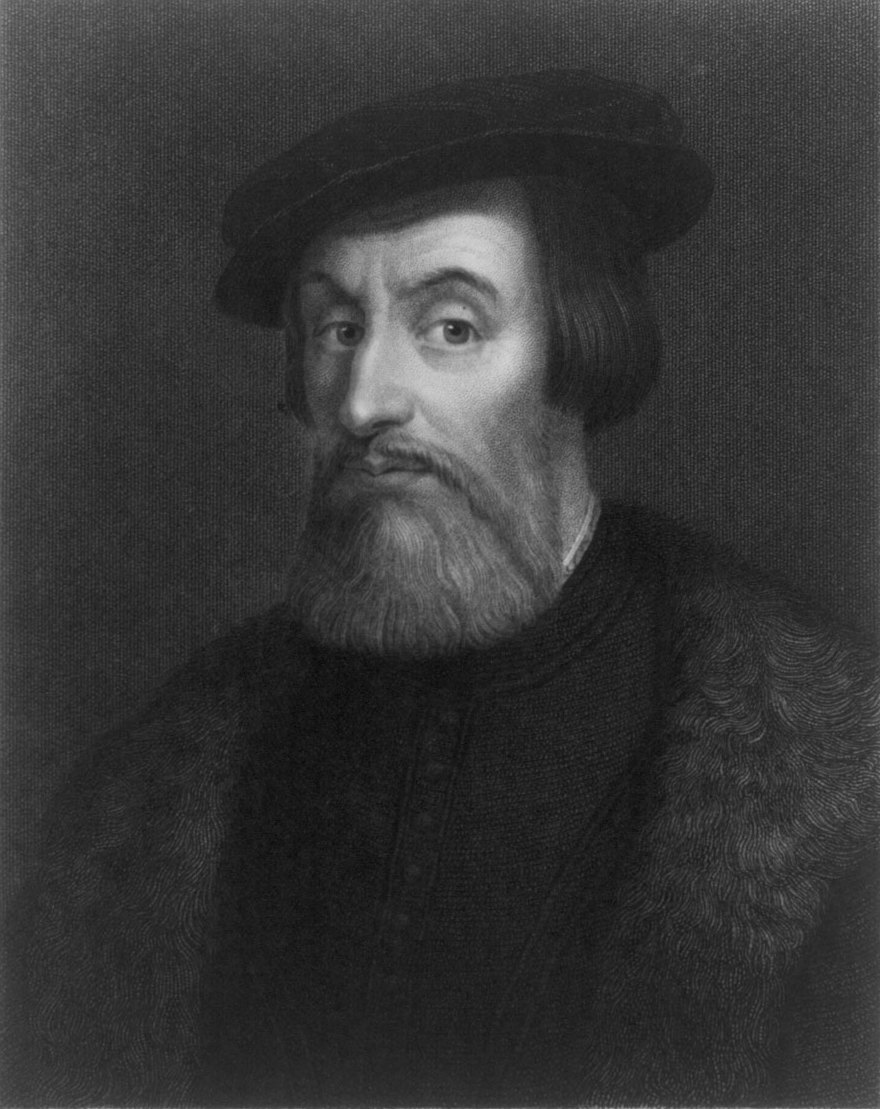
Hernán Cortés

Si dice: i conquistadores non potevano perdere: a loro favore vi erano innanzitutto le armi da fuoco che davano loro una superiorità tecnologica, ma anche di ordine psicologico per l'effetto terrorizzante delle esplosioni. Inoltre con esse gli spagnoli evitavano il corpo a corpo potendo uccidere i loro nemici da lontano. Altro elemento a loro favore era l'uso del cavallo sconosciuto agli indios che anzi all'inizio dei contatti con i conquistadores li avevano identificati come un unico essere, un semidio fatto di uomo e animale. I cavalli davano più forza e impeto agli assalti ed inoltre permettevano rapidi spostamenti. Infine l'uso dell'acciaio enormemente più efficace delle armi di legno usate dagli indigeni. Quindi non sembrerebbero esserci dubbi che questi siano stati i fattori della rapida vittoria degli spagnoli. Bisogna però considerare che, come fu riferito dai memorialisti, in certi combattimenti la proporzione era tra cento, cinquecento, mille indios per uno spagnolo; dobbiamo allora ritenere che la superiorità tecnologica non possa spiegare tutto.
Allora ci si dovrebbe riferire per spiegare la conquista alla superiorità razionale dell'occidentale, al suo coraggio, al desiderio dell'oro  o addirittura alla protezione del vero Dio? Evidentemente questi motivi sono storicamente poco accettabili.
Paradossalmente si è pensato che tra un piccolo gruppo di uomini contrapposti ad un esercito regolare di indiani che arrivava in Messico e in Perù sino a duecentomila uomini, erano i primi ad essere favoriti. La loro conquista sarebbe stata molto più difficile se avessero avuto di fronte gruppi di indios nomadi e sparpagliati sul territorio che avrebbe costretto gli spagnoli a condurre una lunga guerra andando a snidare i nemici tribù per tribù, villaggio per villaggio in un territorio a loro sconosciuto e disagevole. La tesi apparentemente assurda lo è di meno se si pensa che gli imperi indigeni avevano sottomesso numerose popolazioni e che queste ingenuamente pensarono che gli spagnoli avrebbero offerto loro una possibilità di vendicarsi e di liberarsi dei loro padroni. Insomma la conquista fu facile anche per un gran numero di collaborazionisti che appoggiarono gli spagnoli . La vittoria di Cortes su Montezuma fu resa possibile dall'alleanza con Xicoténcatl, capo dei tlaxtaltechi nemici da sempre dei "messicani". Così Francisco Pizarro potrà conquistare il Perù avvalendosi dell'alleanza con il cacicco Quilimasa.

### La religione

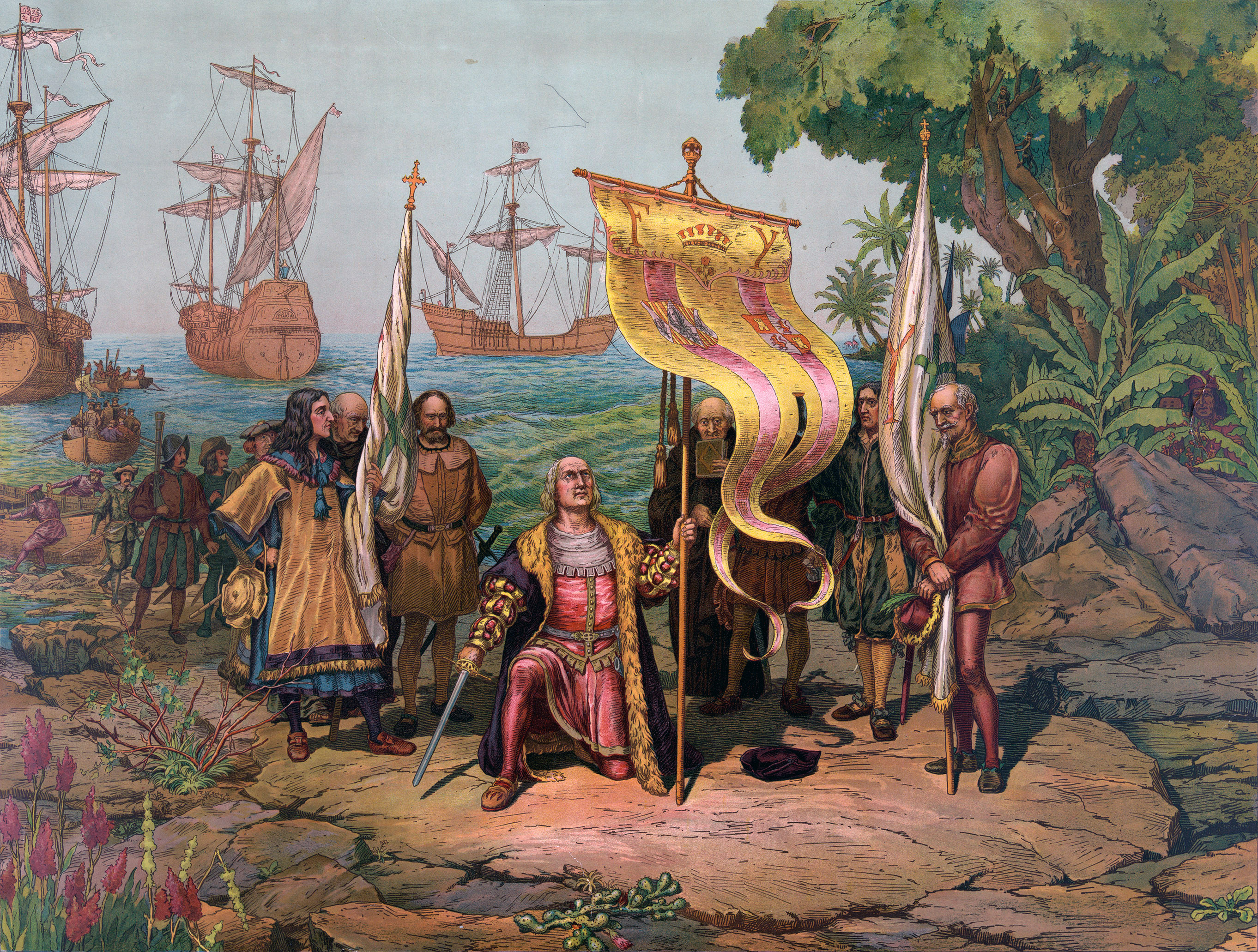
Colombo prende possesso del Nuovo Mondo

Sebbene Juan Ginés de Sepúlveda ritenesse gli indios "casi monos" (quasi scimmie)  e nonostante che il cronista e conquistador Gonzalo Fernández de Oviedo y Valdés pensasse che «Nessuno può dubitare che la polvere [da sparo] contro gli infedeli, per il Signore, è come l'incenso ». la croce dell'evangelizzazione fu presente nella conquista del Nuovo Mondo sin dall'inizio. Era una croce e la bandiera spagnola quella che Cristoforo Colombo piantò sulla terra americana come segno di conquista materiale e spirituale in nome della Spagna e della Chiesa cattolica.
Vi è una premessa religiosa che spiega il successo della vittoria dei conquistadores. Prima ancora del loro arrivo erano diffuse profezie dell'arrivo di nuovi dei o di imminenti sciagure che si erano puntualmente verificate come l'incendio inspiegabile del tempio di Huitzilopochtli e la distruzione di quello di Xiuhtecuhtli colpito da un fulmine nel Messico . Presso i Maya una profezia annunciava: "in segno dall'unico dio dall'alto, arriverà l'albero sacro, manifestandosi a tutti  perché il mondo sia illuminato, o padre. Quando essi alzeranno il loro segnale, in alto, quando essi lo alzeranno con l'albero della vita, tutto cambierà d'un colpo. E il successore del primo albero della terra apparirà e per tutti il cambiamento sarà manifesto" . Nell'impero degli inca un fulmine colpisce il palazzo dell'Inca. Un condor inseguito dai falchi cade sulla piazza di Cuzco, si tenta di salvarlo ma è ammalato e muore.
In tutta la società degli amerindi infine è presente molto prima della conquista, il mito di dei che hanno portato benefici agli uomini poi sono scomparsi promettendo di ritornare. Certo non ci volle molto per capire agli indios che gli spagnoli erano tutt'altro che dei, ma è un fatto che il fallimento delle religioni indigeni ha favorito la conquista.
Il potere religioso e quello temporale nelle civiltà indigene erano infatti tutt'uno e la caduta del potere politico ha trascinato con sé quello religioso, lasciandosi facilmente e superficialmente sostituire da quello dei colonizzatori. Eppure i battesimi avvenivano in gran numero e senza difficoltà ma questo era dovuto non tanto a convinzione quanto alla rigida gerarchia di quelle società per cui se la classe dirigente passava alla nuova religione le masse la seguivano pedissequamente.
Un osservatore, Antonio de Zuinga, notava come pure molto tempo dopo l'evangelizzazione «gli indigeni di questo paese, benché si insegni loro il vangelo da molto tempo, non sono più cristiani ora che al momento della conquista, perché, per ciò che riguarda la fede, essi non ne hanno di più ora di quanta ne avessero allora, e per ciò che riguarda i costumi, essi sono peggiori en lo interior y oculto; e se sembrano praticare alcune cerimonie formali –entrare in chiesa, inginocchiarsi, pregare, confessarsi ed altro – lo fanno a viva forza.»
Gli indigeni che non si sono potuti difendere dalla spada cercano en lo interior y oculto (nell'intimità e di nascosto) di difendersi, sia pure ingenuamente, dalla croce.

### La colonizzazione
La fame, più precisamente tutto ciò che riguarda le condizioni materiali della vita degli indios che furono stravolte dalla colonizzazione. La Spagna introdusse un nuovo sistema tributario in America Latina che sconvolse la vita degli indigeni non solo perché il carico fiscale era accresciuto ma perché era mal distribuito rispetto a prima della colonizzazione quando «le tasse erano riscosse in forma di prestazioni lavorative» .
Ma più che le spoliazioni e la rapina fiscale quello che produsse le peggiori conseguenze fu l'incontro di due mondi totalmente diversi. Non si verificò quella acculturazione reciproca che avvenne per esempio dall'incontro tra la cultura romana e quella greca; in questo caso vi erano profonde differenze di organizzazione politica, sociale, economica e si potrebbe dire di pensiero, di comportamento di giudizio. Contrasti persino fisiologici che causavano gravi conseguenze dall'incontro di due sistemi immunitari così diversi per cui quella che era una semplice influenza per gli europei diveniva una malattia mortale per gli indios e quella che per gli indigeni era un'infezione sessuale superficiale per gli occidentali si trasformava nella terribile sifilide.
Tutto questo portò alla scomparsa di quasi due terzi della popolazione indigena nel giro di circa cinquant'anni dall'inizio della colonizzazione; ciò non fu soltanto l'effetto di una "mattanza" causata dalla crudeltà e dallo sfruttamento degli indios, ma fu la conseguenza della sovrapposizione violenta di una cultura profondamente diversa su un'altra.
Basti pensare all'effetto dello spostamento di popolazioni indigene dalla costa sugli altopiani, o al cambiamento dei ritmi di lavoro (più che alla quantità di lavoro), un cambiamento delle condizioni materiali primitive di vita che causarono una forte mortalità. 
Nathan Wachtel, ci descrive un'inchiesta condotta tra il 1582 e il 1586 nelle "Audiencias" di Quito, Lima e Charcas nella quale si domandava agli indios che cosa pensassero delle loro condizioni di vita. Essi rispondevano che dopo l'arrivo degli spagnoli il loro numero stava diminuendo, che la vita diveniva sempre più breve e che le loro malattie aumentavano e indicavano come motivi del loro malessere la guerra, le epidemie, i trasferimenti forzati, il troppo lavoro e infine, bizzarramente, indicavano come causa dei loro mali la libertà.
Questo in effetti voleva dire che essi non si sentivano più protetti dalla vecchia struttura gerarchica, ormai scomparsa, che regolava la loro vita. Bevande inebrianti per esempio, esistevano anche prima dell'arrivo degli spagnoli, ma l'ubriachezza era proibita e punita; ora non era più così, ognuno era "libero" di ubriacarsi sino alla morte. E l'alcolismo fu una delle prime cause del tracollo demografico degli indios.
Tutto questo fa capire come non si possa parlare di un'unica causa determinante nello spiegare come un piccolo numero di spagnoli possa aver conquistato enormi masse di indios, riportando tutto al loro "coraggio" o alla "protezione divina", ma di un'interazione, con diversa proporzione, di quegli elementi della "espada", della "cruz" e dell'"hambre".
La destrutturazione si rivela allora l’elemento strategico della conquista e successivamente lo strumento di cui i dominatori si servono per mantenere la supremazia: solo così gli spagnoli possono, benché numericamente assai inferiori, imporsi prima militarmente e poi sul piano politico e civile agli indios d’America.»